# Бранко Радичевич
Бранко Радичевич (на сръбски: Бранко Радичевић, [brǎːŋko radǐːtʃeʋitɕ]) е сръбски поет.
Роден е на 28 март 1824 година в Славонски брод. Завършва гимназия в Сремски Карловци, след което отива да следва медицина във Виена. Там се включва в местната сръбска общност и е активен привърженик на лансираната от Вук Караджич езикова реформа. През 1847 година издава първата си стихосбирка Песме, която с ефективната употреба на разговорния език е смятана за преломен момент в развитието на сръбската литература.
Бранко Радичевич умира от туберкулоза на 1 юли 1853 година във Виена.